# أوروسوي
أوروسوي (بالبرتغالية: Uruçuí‏)؛ بلدية في ولاية بياوي في المنطقة الشمالية الشرقية من البرازيل. وهي أكبر بلدية في تلك الولاية حسب المنطقة.